# Eoplectostaffella
Eoplectostaffella es un género de foraminífero bentónico normalmente considerado un subgénero de Eostaffella, es decir, Eostaffella (Eoplectostaffella) de la subfamilia Pseudostaffellinae, de la familia Ozawainellidae, de la superfamilia Fusulinoidea, del suborden Fusulinina y del orden Fusulinida. Su especie tipo es Eostaffella (Eoplectostaffella) solida. Su rango cronoestratigráfico abarca desde el Viseense hasta el Serpujoviense (Carbonífero inferior).

## Discusión
Clasificaciones más recientes incluyen Eoplectostaffella en la superfamilia Ozawainelloidea, y en la subclase Fusulinana de la clase Fusulinata. Clasificaciones más recientes incluyen Eoplectostaffella en la familia Pseudostaffellidae.

## Clasificación
Eoplectostaffella incluye a las siguientes especies:
- Eoplectostaffella acuminulata †, también considerado como Eostaffella (Eoplectostaffella) acuminulata
- Eoplectostaffella schwetzovi †, también considerado como Eostaffella (Eoplectostaffella) schwetzovi
- Eoplectostaffella solida †, también considerado como Eostaffella (Eoplectostaffella) solida